# University of Sydney
Sydneys Universitet omdirigerar hit. För andra universitet i Sydney, se Utbildning i Sydney.
University of Sydney är ett universitet i Sydney, New South Wales, Australien. Universitetet grundades år 1850 och är det äldsta universitetet i Australien. Det är också medlem i organisationen "Group of Eight" som är en organisation för de åtta mest framstående universiteten i Australien när det gäller forskning; universitetet är därför en av landets största och mest prestigefyllda utbildningsinstitutioner. År 2006 hade universitetet 45 039 studenter och 2 940 lärare, vilket gör det till det näst största universitetet i Australien.
University of Sydney fortsätter att stiga i global ranking, och bekräftar sin plats bland de 50 bästa universiteten i världen. Den engelska tidningen Times Higher Education Supplement universitetsvärldsranking som publicerades i oktober 2006 rankar University of Sydney som femte bästa universitetet inom konst och humaniora, nittonde inom sociologi och tjugonde inom biomedicin.

## Historia
År 1848 framlade politikern William Wentworth en plan till New South Wales lagstiftande råd om att expandera det redan existerande Sydney College till ett universitet. Wentworth argumenterade för att ett universitet var vitalt för tillväxten av ett samhälle som strävade efter att bli ett självstyre och att det skulle ge en möjlighet till 'barn av varje samhällsklass, att bli viktig och användbar del i landets framtida öde'. Men det skulle dock komma att krävas två försök från Wentworths sida innan förslaget anammades.
Universitetet grundades i och med att texten i The University of Sydney Act skrevs under den 1 oktober 1850. Två år senare, den 11 oktober 1852, invigdes universitetet i "The Big Schoolroom" nNuvarande Sydney Grammar School). Den första rektorn blev John Woolley. År 1858 fattades ett parlamentariskt beslut som gjorde att universitetet fick en plats i det lagstiftande rådet så snart 100 personer hade avlagt sin examen. Den platsen kom inte att fyllas förrän år 1876, bara fyra år innan platsen avskaffades.
En stor del av officeren John Henry Challis egendom testamenterades till universitetet som fick egendom och ägodelar motsvarande £200 000 som 50 år senare hade ökat i värde till ungefär £376 000, mycket tack vare de ökade markpriser. Gåvan var ett tack till sir William Montagu Manning (universitetskansler 1878–1895) som gick emot de Brittiska skatteanspråken. Följande år kunde sju professurer inrättas; anatomi, zoologi, teknik, historia, juridik, logisk och mental filosofi, samt modern litteratur. Till minne av Challis gåva har universitetet satt upp ett målning av honom och det finns även en marmorstaty föreställande Challis.

## Stora salen

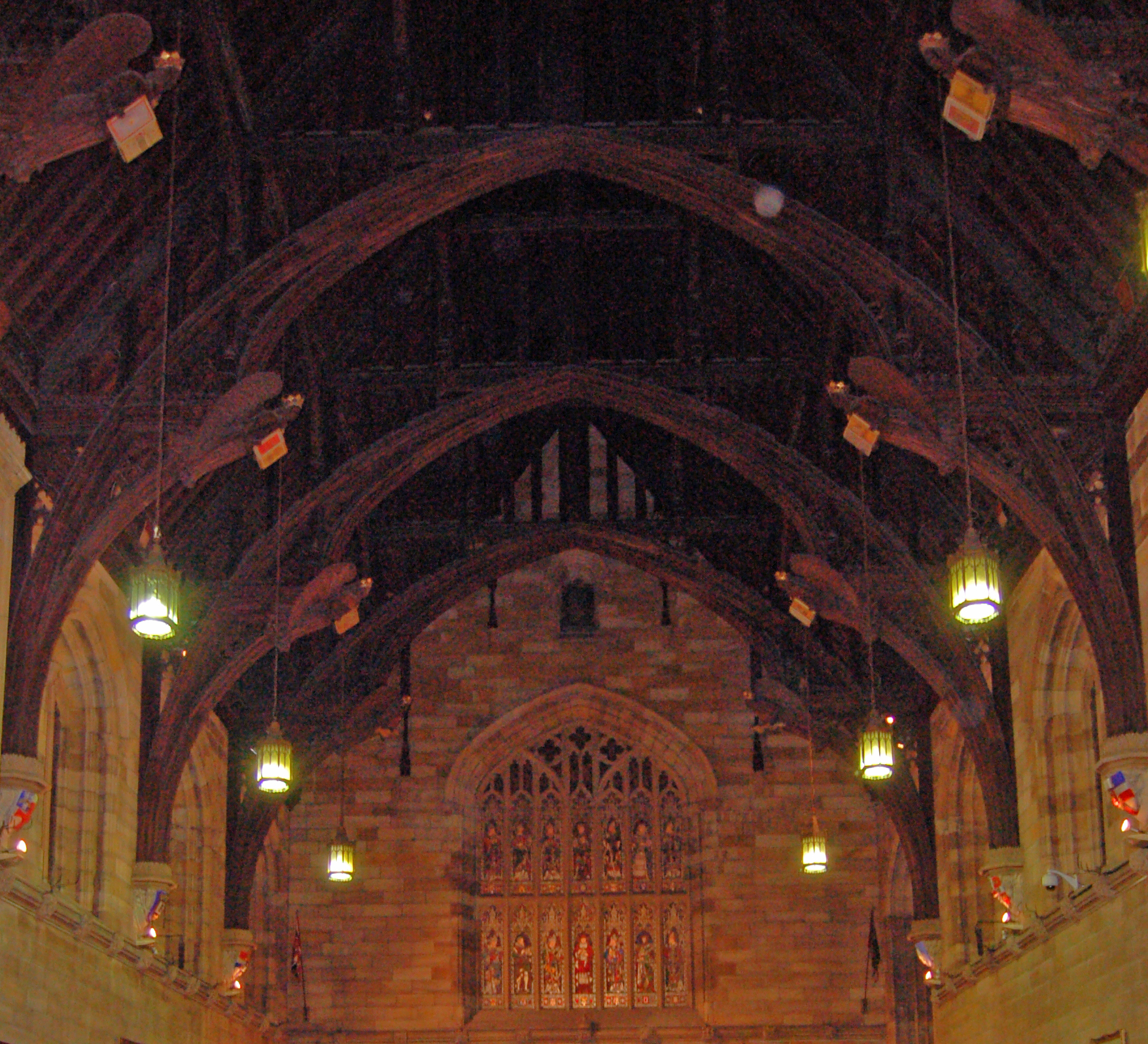
Innertaket i stora salen

Stora salen, eller Great Hall, är en av universitetets främsta byggnader. Insidan inhyser rum för många av de stora tillställningarna på universitetet; formella ceremonier, konferenser, recitationer och middagar. Salen är belägen vid innergården Main Quadrangle på Camperdown campus, den är inte bara en symbol för universitetets historia utan också ett exempel på den viktorianskt nygotiska stilen som stora delar av universitetet är byggt på.

### Historik

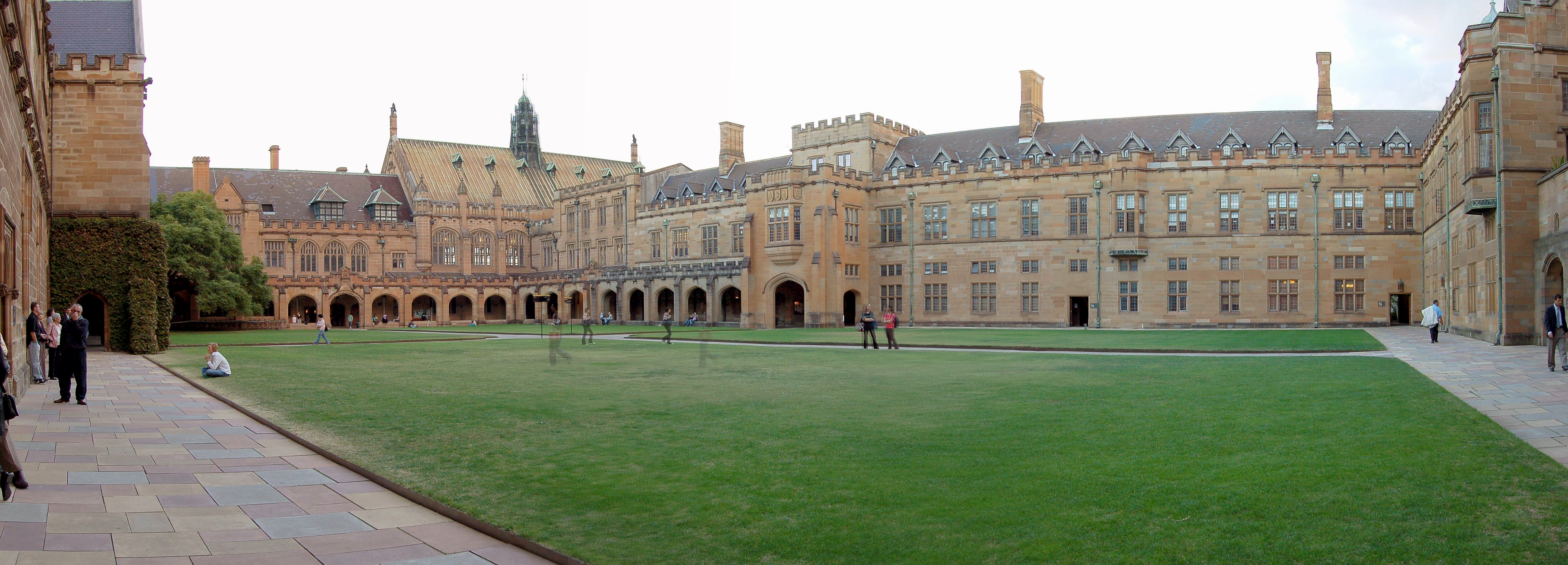
Main Quadrangle, sett från Stora salen

Byggnaden designades av Sir Edmund Thomas Blacket (1817–1883) och är belägen i nordöstra hörnet av innergården Main Quadrangle. Blacket hade utsetts till New South Wales kolonialarkitekt, men han avsade sig år 1855 sitt ämbete för att ägna sig åt designen av universitetets nya byggnader. Han övervakade noga både utvecklingsstadierna och konstruktionen ända fram till 1862 då allt stod klart. Andra anmärkningsvärda bedrifter av Blacket är bland annat formgivningen av St Paul's College och omformningen av den ursprungliga St. Andrew's Cathedral från arkitekten James Humes originaldesign.
Den Stora salen stod färdig 1859 och är en av Blackets främsta prestationer. Den 18 juli 1859 utexaminerades de första av universitetets studenter i en formell ceremoni i salen. Under 1881–1882 installerades också en orgel som kom att ersättas av den nuvarande under åren 1971–1972.

## University of Sydney Library
University of Sydney Library är ett av de största biblioteken på södra halvklotet med sin samling av nästan 5,1 miljoner objekt (2004). Biblioteket består av 14 mindre bibliotek utspridda över 9 olika campus. Huvudbyggnaden, Fisher Library, är uppkallad efter en tidig bidragsgivare vid namn Thomas Fisher.
Bland bibliotekets samlingar finns många unika eller extremt ovanliga föremål, däribland två exemplar av Barnabas evangelium och en förstaupplaga av Philosophiae Naturalis Principia Mathematica av sir Isaac Newton.

### Fisher Library
Fisher Library är huvudbiblioteket för universitetet och är beläget vid Eastern Avenue i närheten Victoria Park. Från början låg biblioteket i samma byggnad som själva universitetet, i vad som nu är senatens rum. Men år 1962 flyttade biblioteket till sin nuvarande, mer funktionella byggnad. Det består av två sammanfogade byggnader som byggdes separat på grund av strul med finansieringen i universitetets tidiga historia.
Fisher Undergraduate library (byggnad F03) byggdes 1962 och består till största delen av kopior av de texter och böcker som studenterna använder. Byggnaden innehåller också en mängd datorer, ljud- och bildsamlingar, samt ett fotolab.
Fisher Research library (byggnad F04) byggdes 1967, och har kopparbeklädda yttre väggar. Det har också en större och mer historisk samling än Fisher Undergraduate library.
Byggnaden innehar även universitetets östasiatiska samling. Det finns ett extra utrymme i F04-byggnaden där psykologistudenterna håller till. Fram till slutet av 2005 var källaren till biblioteket hem för Fishery Café, en plats som få av studenterna kände till eftersom caféet inte hade sin ingång från framsidan eller insidan av biblioteket utan från sidan. Men den ingången är idag stängd på grund av byggandet av den nya institutionen för lag och rätt.

### Andra bibliotek
De flesta av biblioteken som innefattas av University of Sydney Library sammankopplas ofta med vissa avdelningar eller institutioner. Orsaken är att de specialiserar sig inom vissa ämnen, men det finns inga restriktioner för vilka som får låna från dem.
- Architecture Library (Wilkinson-byggnaden, Darlington Campus)
- Badham Library - Veterinärvetenskap, Jordbruk, Biologi (Badham-byggnaden, Camperdown Campus)
- Burkitt-Ford Library - Allmänhälsa, Medicin (Sir Edward Ford-byggnaden, Camperdown Campus)
- Camden Library - Veterinärvetenskap, Jordbruk (Camden Campus)
- Curriculum Resources Collection - Utbildning (I Fisher Undergraduate Library, Camperdown Campus)
- Dentistry Library (Sydney Dental Hospital Campus)
- East Asian Collection (I Fisher Research Library, Camperdown Campus)
- Engineering Library (PNR-byggnaden, Darlington Campus)
- Health Sciences Library (Byggnad R, Cumberland Campus)
- Law Library (St James Campus)
- Madsen Library - Kemi, Geologi, molekylär- och mikrobiologi, fysik (Madsen-byggnaden, Camperdown Campus)
- Mathematics Library (Carslaw-byggnaden, Camperdown Campus)
- Medical Library (Bosch-byggnaden, Camperdown Campus)
- Music Library (Seymour Centre, Darlington Campus)
- Narrabri Library - Jordbruk (Watson Wheat Research Centre)
- Nursing Library (byggnad F, Mallett Street Campus)
- Rare Books (I Fisher Research Library, Camperdown Campus)
- Schaeffer Fine Arts Library - innefattande Power Research Library of Contemporary Art (Mills-byggnaden, Camperdown Campus)
- Sydney College of the Arts Library (Sydney College of the Arts Campus)
- Sydney Conservatorium of Music Library (Sydney Conservatorium of Music Campus)
- Sydney eScholarships digitala kollektion

## Gallerier och museer

### Nicholson Museum
Nicholson Museum of Antiquities innehar Australiens största och mest prestigefulla samling av antikviteter. Det är också landets äldsta universitetsmuseum och museet har många uråldriga artefakter från Egypten, mellanöstern, Grekland, Rom, Cypern och Mesopotamien, som universitetet har samlat på sig under många års tid och även tack vare senare års arkeologiska expeditioner.
Nicholson Museum byggdes 1860 och var från början känt under namnet Nicholson Museum för att hedra dess första och främste välgörare, Sir Charles Nicholson, Chancellor på universitetet under åren 1854 och 1862.

### Macleay Museum

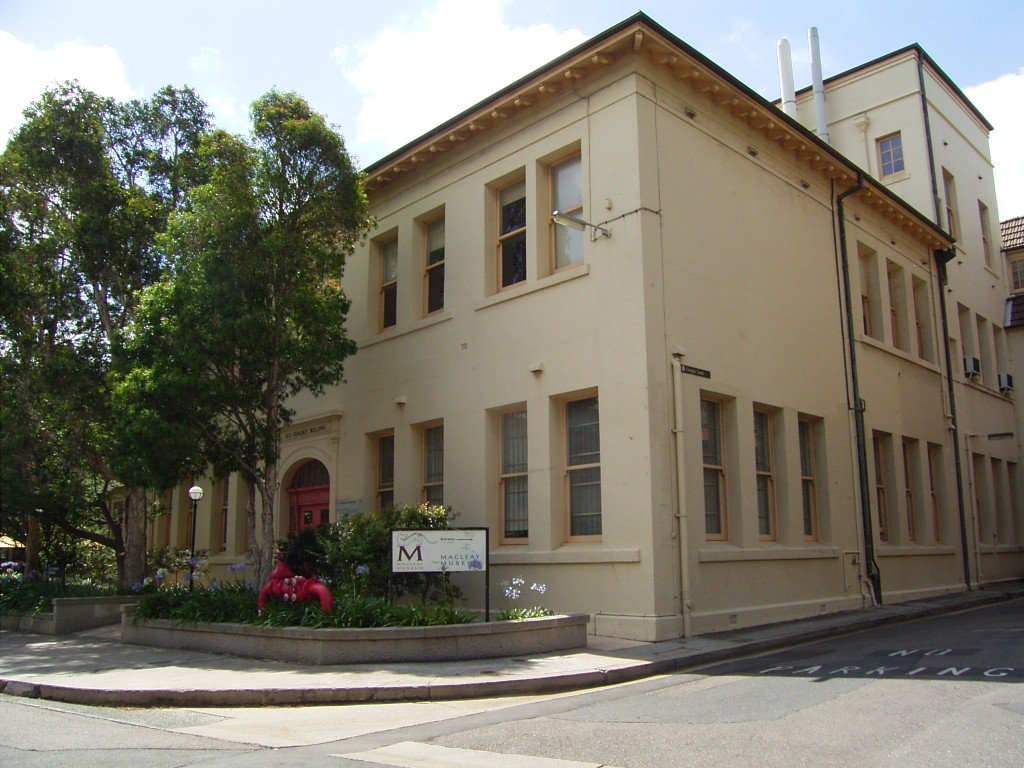
Macleay Museum

Macleay Museum har fått sitt namn efter Alexander Macleay, vars insektssamling började i slutet av 1700-talet och blev den grund varpå museet grundlades. Det utvecklades till en extraordinär samling av naturhistoriska artexemplar, etnografiska artefakter, naturvetenskapliga instrument och historiska foton.

### Universitetets konstsamlingar
Universitetets konstsamlingar grundlades på 1860-talet och innefattar mer än 2 500 verk, en ständigt växande siffra tack vare donationer, testamenteringar och andra förvärv. Samlingarna finns på flera olika platser, däribland Sir Hermann Black Gallery och War Memorial Art Gallery.

## Institutioner and fakulteter

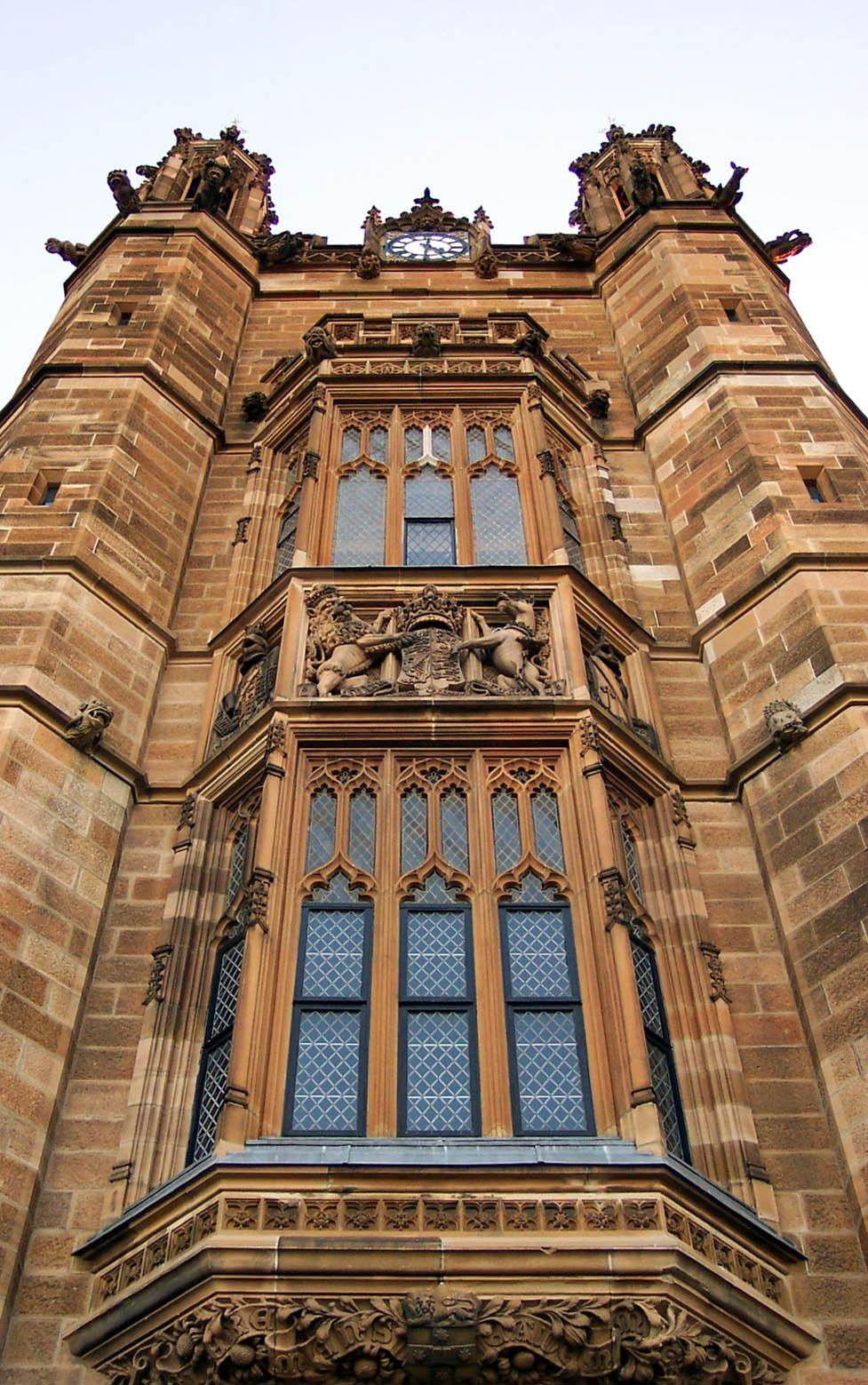
Klocktorn på östra sidan av innergården

Universitetet består av sjutton institutioner, som har delats in i tre fakulteter:
- Fakulteten för sjukvård
  - Tandvårdsinstitutionen
  - Institutionen för sjukvård
  - Institutionen för medicin
  - Institutionen för obstetrik och sjuktillsyn
  - Farmaciinstitutionen
- Fakulteten för humaniora och samhällsvetenskap
  - Institutionen för konst
  - Institutionen för ekonomi och företagande
  - Institutionen för utbildning och socialarbete
  - The Graduate School of Government
  - Institutionen för lag och rätt
  - Sydneys konstskola
  - Sydney Conservatorium of Music
- Fakulteten för naturvetenskap och teknik
  - Institutionen för jordbruk, mat och naturresurser
  - Institutionen för arkitektur
  - institutionen för teknik
  - Institutionen för naturvetenskap
  - Veterinärinstitutionen

## Internatcollege och studentboende
- St Andrew's
- St John's
- St Paul's
- Sancta Sophia
- Wesley
- The Women's College
- Mandelbaum House
- International House, University of Sydney

År 2003 blev universitetet klart med Sydney University Village, ett område bestående av en ateljé och inkvarteringsbostäder för studenterna. Området ägs och drivs av ett privat företag å universitetets vägnar. Det finns också en universitetsansluten bostadsrättsförening vid namn Stucco Co-operative.

## Administration

### Finansiering

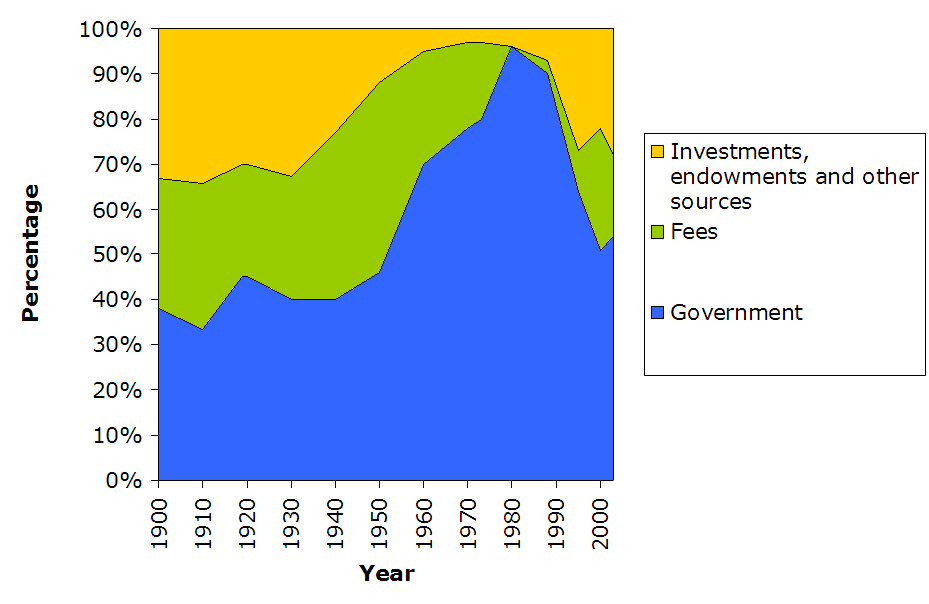
Fördelning av inkomstkällor 1900-2003

Den senaste statistiken visar att University of Sydney bekräftar sin plats som Australiens ledande forskningsuniversitet när det gäller bidrag och finansiering. Sydneys forskare har blivit tilldelade mer än 49 miljoner dollar från Australian Research Council, Australiensiska regeringens främsta bidragsorgan. Bidraget gavs till 120 olika forskningsprojekt som börjar 2007, det är den största enskilda summan till ett universitet i Australien.
University of Sydney fick även bidrag på mer än 46 miljoner dollar från 2007 års National Health and Medical Research Council (NHMRC) Project Grant, Capacity Building and Fellowship awards, det största anslaget tilldelat till något universitet i staten. Universitetet fick också 38 miljoner dollar i direkt anslag från staten.

### Lista över universitetskanslerer
Universitetskanslerer (eg.Chancellor) för University of Sydney har varit:
- 1851-1854: Edward Hamilton
- 1854-1862: Sir Charles Nicholson
- 1862-1865: Francis Lewis Shaw Merewether
- 1865-1878: Sir Edward Deas Thomson
- 1878-1895: Sir William Montague Manning
- 1895-1896: Sir William Charles Windeyer
- 1896-1914: Sir Henry Normand MacLaurin
- 1914-1934: Sir William Portus Cullen
- 1934-1936: Sir Mungo William MacCallum
- 1936-1941: Sir Percival Halse Rogers
- 1941-1964: Överstelöjtnant Sir Charles Bickerton Blackburn
- 1964-1970: Sir Charles George McDonald
- 1970-1990: Sir Hermann David Black
- 1990-1991: Sir James Rowland
- 1991-2001: Professor Dame Leonie Judith Kramer
- 2001-idag: Justice Kim Santow

Universitetskanslern väljs av medlemmar och ordförande på ett av senatens möten. 1924 skapade man även en ny verkställande tjänst som universitetsrektor och då försvann ansvaret över universitetets närmsta ansvarsområden från universitetskanslerns axlar

### Lista över universitetsrektorer
Universitetsrektorer (eg.Vice-Chacellor) tjänstgör som VD för universitetet och har hand om det mesta av dess vardagliga arbete medan universitetskanslern har en mer ceremoniell roll.
- 1924-1928: Professor Sir Mungo William MacCallum
- 1928-1947: Sir Robert Strachan Wallace
- 1947-1967: Professor Sir Stephen Henry Roberts
- 1967-1981: Professor Sir Bruce Rodda Williams
- 1981-1990: Professor John Manning Ward
- 1990-1996: Professor Donald McNicol
- 1996: Professor Derek John Anderson
- 1996-idag: Professor Gavin Brown

## Studentföreningar, klubbar och aktiviteter

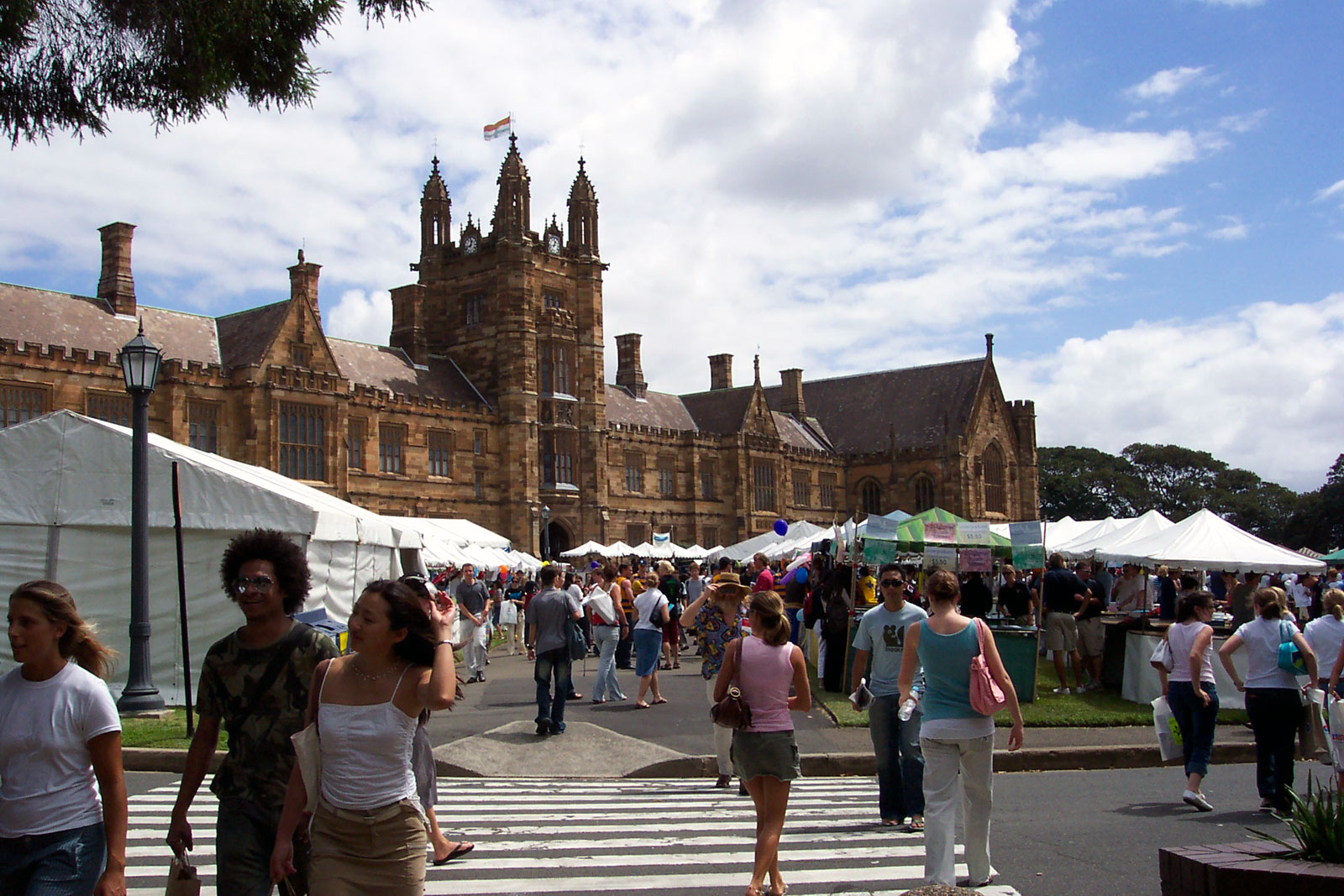
Nollningsvecka på University of Sydney

Politiskt och akademiskt så representeras studenterna av Students Representative Council (SRC) och Sydney University Postgraduate Representative Association (SUPRA).
University of Sydney Union hjälper universitets studenter, tillhandahåller diverse faciliteter och stödjer också universitets starkt debatterande, dramatiska och kulturella traditioner genom ett hundratal klubbar och föreningar. Inofficiellt så är University of Sydney rankad som det främsta universitetet i världen när det gäller att debattera, före både Oxford och Cambridge. De är regerande World Debating Champions, och på senare år har universitetet helt dominerat mästerskapen både i Australien och den Australiska regionen. Före detta debattörer för universitetet inkluderar bland annat Australiens premiärminister John Howard.
Labor Club är den äldsta campusklubben i Australien. Honi Soit, som drivs av SRC, är den enda kvarvarande studentnyhetstidningen i landet. Sydney University Sport tillhandahåller med sport- samt rekreationslokaler och även ett fyrtiotal sportklubbar.